# 18 settembre
Il 18 settembre è il 261º giorno del calendario gregoriano (il 262º negli anni bisestili). Mancano 104 giorni alla fine dell'anno.

## Eventi
- 96 – Domiziano viene ucciso in una congiura e con lui si estingue la dinastia Flavia, Marco Cocceio Nerva diviene imperatore romano su acclamazione del Senato
- 324 – Costantino I sconfigge definitivamente Licinio nella battaglia di Crisopoli, diventando l'unico imperatore dell'Impero romano
- 1066 –  Il re norvegese ed ex capo della Guardia variaga, Harald Hardrada, inizia l'invasione dell'Inghilterra
- 1180 – Filippo II Augusto diventa re di Francia
- 1454 – Nella battaglia di Chojnice, durante la guerra dei tredici anni, l'esercito polacco viene sconfitto dai Cavalieri teutonici
- 1739 – Firma del Trattato di Belgrado, Belgrado viene ceduta all'Impero ottomano
- 1759 – I britannici catturano Québec City
- 1803 – Apre a Londra la Royal Opera House
- 1810 – Prima Junta di governo in Cile. Anche se prevista per governare solo in assenza del re, fu di fatto il primo passo verso l'indipendenza dalla Spagna e viene commemorato come tale
- 1850 – Il Congresso degli Stati Uniti passa il Fugitive Slave Act
- 1851 – Il New York Times inizia le pubblicazioni
- 1860 – Nella battaglia di Castelfidardo, le truppe sabaude sconfiggono quelle pontificie
- 1872 – Re Oscar II sale sul trono di Svezia-Norvegia
- 1873 – Inizia il Panico del 1873
- 1895 – Daniel David Palmer esegue il primo aggiustamento chiropratico
- 1906 – Un tifone seguito da uno tsunami uccide circa 10.000 persone ad Hong Kong
- 1927 – Vanno in onda le prime trasmissioni della Columbia Broadcasting System
- 1931 – Incidente di Mukden, a seguito del quale il Giappone occupa la Manciuria
- 1938 – Trieste: Benito Mussolini legge per la prima volta le Leggi razziali dal balcone del municipio in occasione della sua visita alla città.
- 1939 – Lo show radiofonico Germany Calling inizia la propaganda nazista
- 1940 – Seconda guerra mondiale: il transatlantico britannico SS City of Benares viene affondato dal sottomarino tedesco U-48; i morti includono 77 bambini rifugiati
- 1942 – La Canadian Broadcasting Corporation viene autorizzata a trasmettere
- 1943 – Gli ebrei di Minsk vengono massacrati a Sobibór
- 1944 – Seconda guerra mondiale: la nave da carico giapponese Junyomaru viene affondata da un sottomarino della Marina britannica al largo dell'Indonesia.
- 1945 – Il Comandante supremo delle forze alleate sospende per 2 giorni le pubblicazioni dell'Asahi Shinbun
- 1947 – Il Dipartimento della difesa degli Stati Uniti inizia la sua attività (in precedenza era noto come National Military Establishment); la United States Air Force diviene una forza armata autonoma (in precedenza era una branca dello US Army)
- 1962 – Burundi, Giamaica, Ruanda e Trinidad e Tobago vengono ammessi all'ONU.
- 1973 – La Repubblica Federale Tedesca (Germania Ovest), la Repubblica Democratica Tedesca (Germania Est) e le Bahamas vengono ammesse all'ONU
- 1975 – Patty Hearst viene arrestata dopo un anno di permanenza sulla lista dei ricercati dell'FBI
- 1978 – Le Isole Salomone entrano nell'ONU.
- 1992 – Viene declassificata l'esistenza del National Reconnaissance Office, che operava fin dal 1960
- 1997
  - Gli elettori del Galles votano 'Sì' (50,3%) a un referendum sull'autonomia gallese
  - Ted Turner dona un miliardo di dollari alle Nazioni Unite
- 1998 – Viene fondato l'ICANN
- 2014 – Gli elettori della Scozia votano 'No' (55,3%) a un referendum per l'indipendenza dal Regno Unito.

## Nati
Ci sono circa 1 160 voci su persone nate il 18 settembre; vedi la pagina Nati il 18 settembre per un elenco descrittivo o la categoria Nati il 18 settembre per un indice alfabetico.

## Morti
Ci sono circa 450 voci su persone morte il 18 settembre; vedi la pagina Morti il 18 settembre per un elenco descrittivo o la categoria Morti il 18 settembre per un indice alfabetico.

## Feste e ricorrenze

### Civili
Nazionali:
- Calendario rivoluzionario francese – "Festa del genio"
- Cile – feste patrie: commemorazione della prima giunta di governo, nel 1810

### Religiose
Cristianesimo:
- San Prospero da Centuripe martire
- Sant'Arianna di Primnesso, martire
- San Domenico Trach, martire
- Sant'Eustorgio di Milano, vescovo
- Sant'Eumenio di Gortina, vescovo
- San Ferreolo di Limoges, vescovo
- San Ferreolo di Vienne, vescovo
- San Giovanni Massias, domenicano
- San Giuseppe da Copertino, sacerdote
- Sante Irene e Sofia, martiri
- Sant'Oceano, martire
- Santa Riccarda di Svevia, imperatrice
- San Senario di Avranches, vescovo
- Beati Ambrogio Maria da Torrente (Salvatore Chulia Ferrandis) e 4 compagni, martiri
- Beato Carlos Erana Guruceta, marianista, martire
- Beato Elia da Mantova
- Beati Ferdinando Garcia Sendra e Giuseppe Garcia Mas, sacerdote e martire
- Beato Jozef Kut, sacerdote e martire
- Beato Salvatore Fernandez Perez, sacerdote salesiano, martire
- Beato Stefano Pina, mercedario

Religione romana antica e moderna:
- Natale di Traiano
- Ludi Triumphales